# Olla de barro
La olla de barro es una vasija de forma esférica de muy diversos tamaños. El barro suele estar cocido en un horno entre los 1000 °C y 1100 °C. Las ollas de barro están asociadas en las gastronomías modernas a la elaboración de comida y bebida de una forma clásica y tradicional, por regla general en la preparación de alimentos de una forma lenta: en la mayoría de los casos de cocido. En algunas zonas de iberoamérica o en Andalucía también es llamada marmita (siempre elaborada en cerámica), Tradicionalmente, las ollas de barro más pequeñas suelen utilizarse para elaborar café de olla.

## Etimologías
Los diccionarios proponen la procedencia del término a partir de «aula» o «aulla» (voces del latín arcaico) y estos del griego  «χύτρα» (chytra), términos que denominaban un tipo de vasija globular, usada para cocinar. Vasijas similares son identificables —con sus respectivos nombres vernáculos— en prácticamente todas las culturas del mundo en los cinco continentes. En algunos países del ámbito Mediterráneo el término olla se usa también, indistintamente, para denominar a algunos platos cocinados en este recipiente como la olla podrida de origen medieval.
En el Quijote, Cervantes pone en boca del escudero Sancho estas palabras: «... aquel platonazo que está más adelante vahando me parece que es olla podrida, que por la diversidad de cosas que en tales ollas podridas hay, no podré dejar de topar con alguna que me sea de gusto y provecho...».
En el campo de la arqueología clásica y siguiendo la pauta del modelo habitual en la cerámica romana antigua, la olla es un recipiente distinguido por su "vientre" redondeado, provisto de pequeñas asas.

## Cuidados
El barro cocido requiere diversos cuidados, como remojar la olla antes de su uso, poner granos de sal en su interior para que evite la formación de hongos (y evitar sabores raros). La olla de barro, al igual que las de acero inoxidable y las de hierro fundido, tiene la ventaja de no desprender substancias perjudiciales para el organismo, como ocurre con las ollas de aluminio, razón por la que prácticamente han desaparecido del mercado. Las de barro requieren un tratamiento antes de su utilización, y deberán ser untadas con aceite vegetal y, según algunos especialistas, antes de su primer uso conviene mantenerla en un horno caliente al menos dos horas.

## Tipología universal y usos

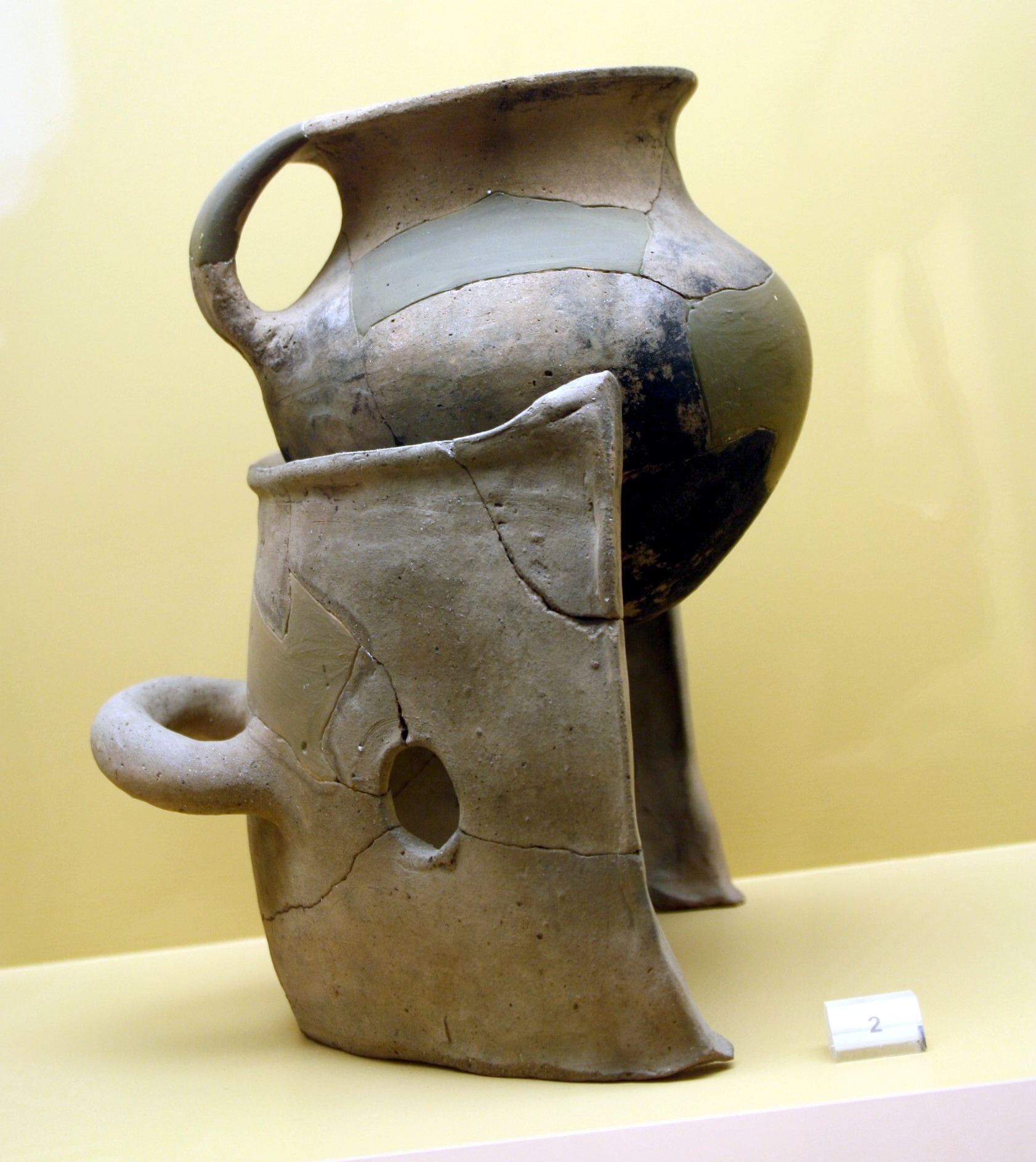
Chytra sobre un brasero (s. VI/IV a.C.), en el Museo del Ágora de Atenas
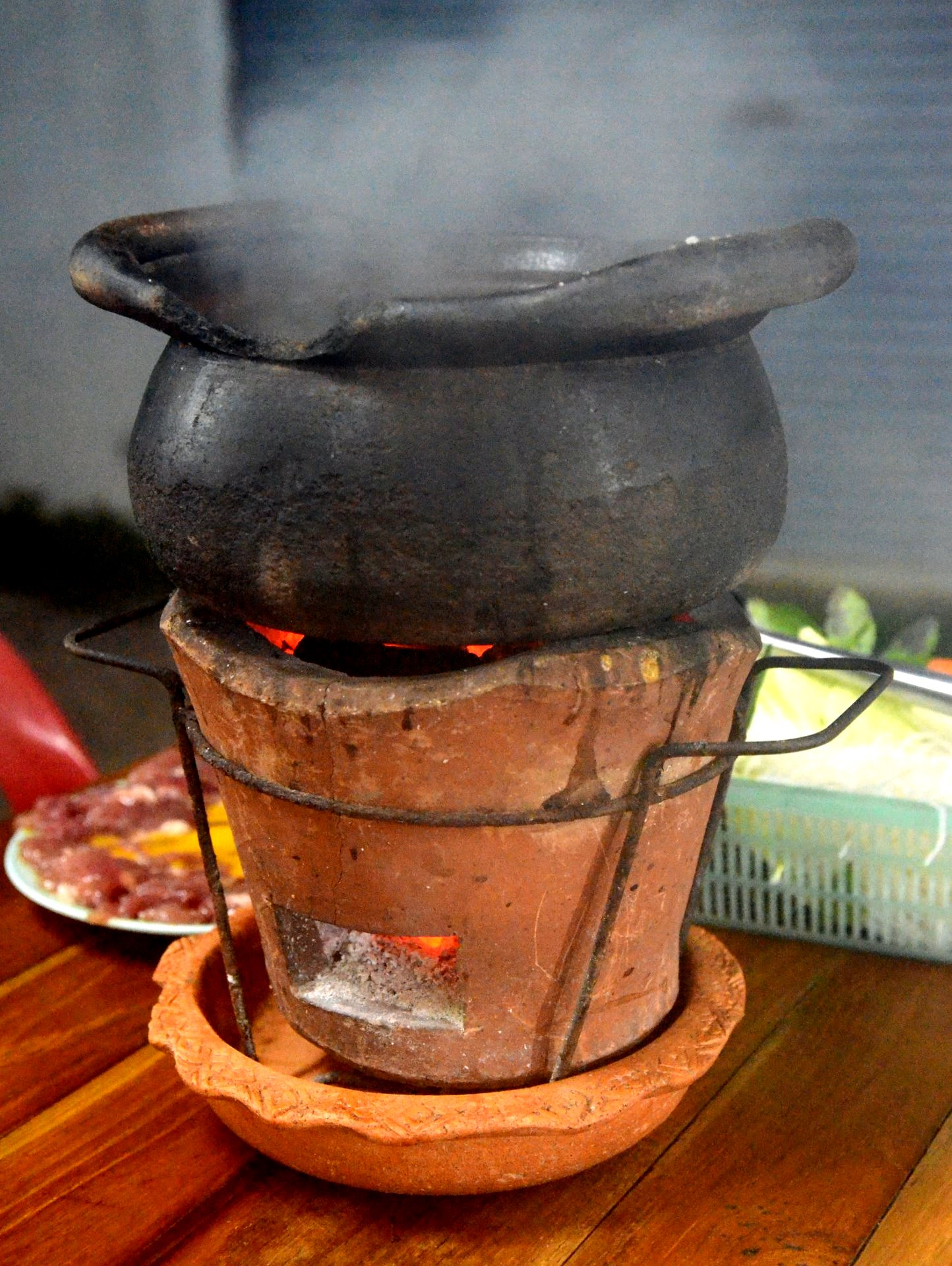
Olla tailandesa sobre un anafre (Asia, siglo XX)
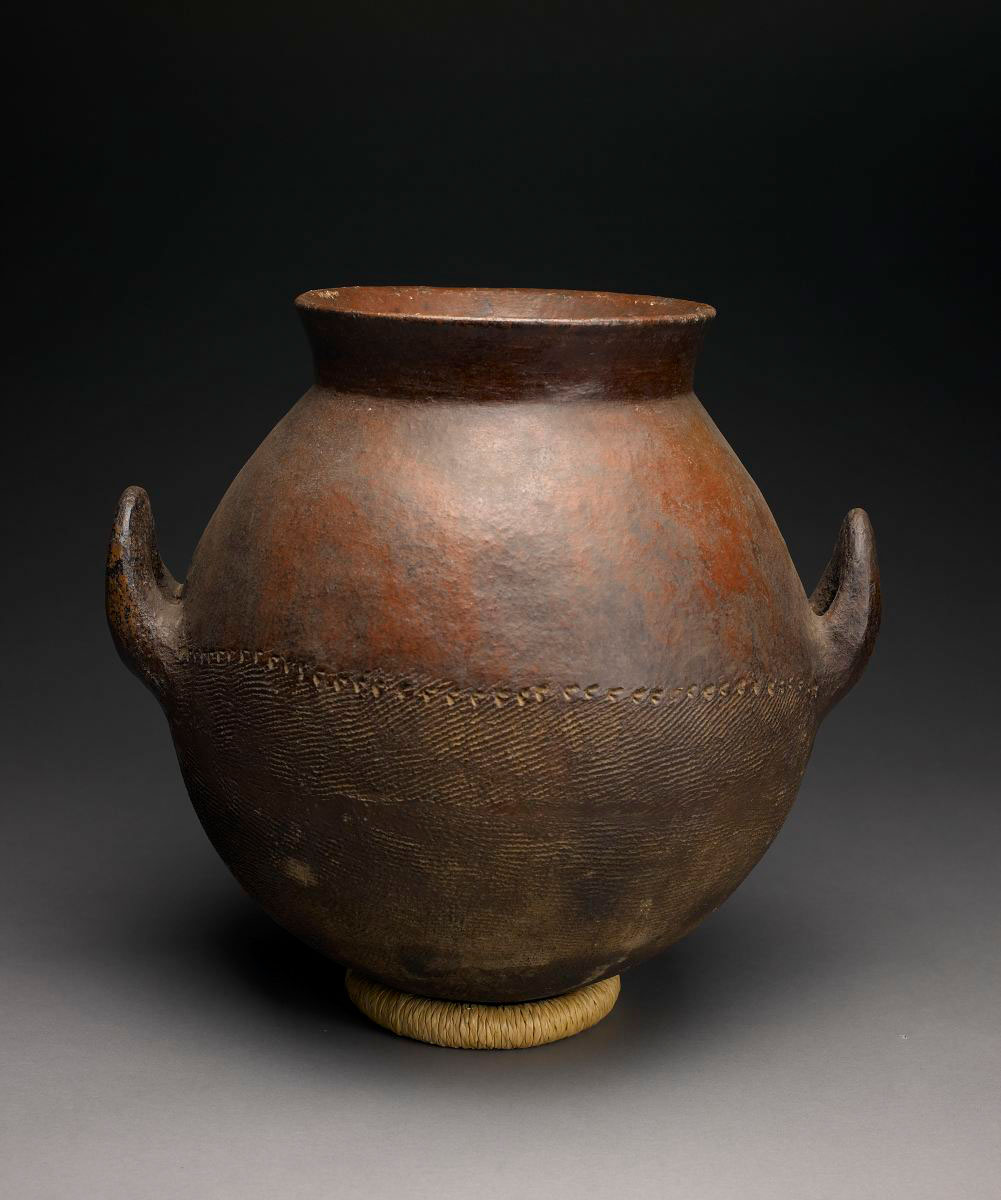
Olla de Burkina Faso (África Occidental, siglo XX)
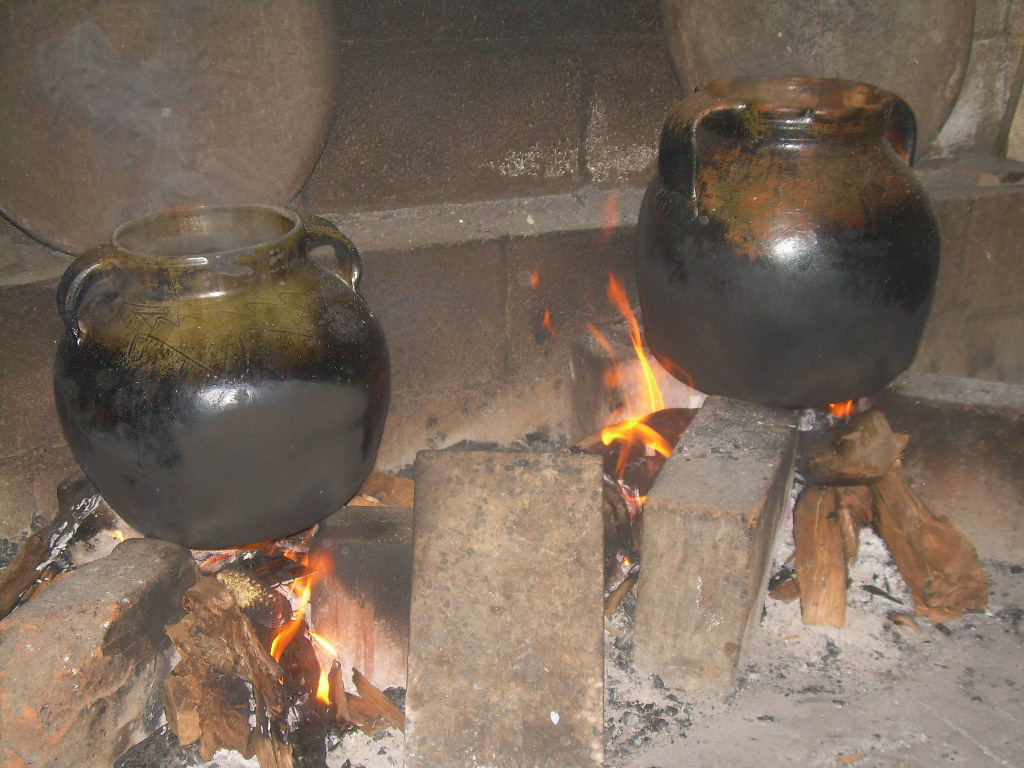
Ollas de Patzún (Chimaltenango, Centroamérica, siglo XX)
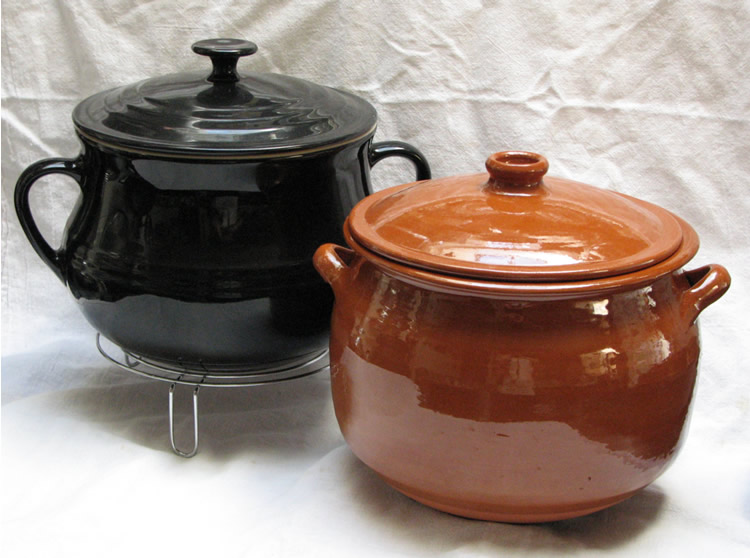
Ollas francesa y española (Europa, siglo XX)